# Tajpej (stacja kolejowa)
Tajpej (chiń. 台北車站; pinyin Táiběi Chēzhàn) – główna stacja kolejowa w Tajpej, na Tajwanie. Znajduje się w centrum starej części Tajpej, w dzielnicy Zhongzheng. Stacja obsługuje ponad pół miliona pasażerów dziennie na kolei konwencjonalnej, liniach metra i kolei dużych prędkości.
Stacja Tajpej i jej okolice są obecnie intensywnie remontowane i przebudowywane. Projekty obejmują budowę systemu MRT lotniska Taoyuan (rozpoczęcie usług do roku 2013) oraz Gate of Taipei.